# بزرگتر، قوی تر، سریعتر (فیلم ۲۰۰۸)
بزرگتر،قوی تر ، سریعتر یک فیلم مستند به کارگردانی کریستوفر بل می‌باشد که در مورد استفاده از استروئیدهای آنابولیک به عنوان داروهای افزایش دهنده عملکرد در ایالات متحده ساخته شده‌است.

## داستان
ما بزرگترین ، قوی ترین ، سریع ترین ها در دنیا هستیم.این تعریفی است که آمریکایی‌ها از خود در ذهن دارند . کارگردان این مستند کیستوفر بل به بررسی مصرف داروهای استروئید و نیروزا در میان ورزشکاران و قهرمانان این کشور پرداخته است . این مستند از سری فیلم‌های منتخب جشنواره ساندنس می‌باشد که در سال ۲۰۰۸ ساخته شده‌است.
آرنولد شوارتزنگر و سیلوستر استالونه قهرمانان قدیمی سینمای اکشن هالیوود و هالک هوگان چهره مشهور کشتی کج در این مستند حضور دارند.